# Iximché
Iximche (prononcer ichimtché littéralement "Noix-pain") est un site archéologique maya situé à l'est du lac Atitlan et à l'ouest de la ville de Chimaltenango au Guatemala. Fondée vers 1470-1485, la ville était la capitale du royaume kaqchikel à l'époque postclassique récente. Elle était située sur un plateau occupant une excellente position stratégique. Pedro de alvarado y établit la première ville espagnole du pays, mais lorsque les Kaqchikels se révoltèrent, la ville fut brûlée en 1526 et abandonnée.

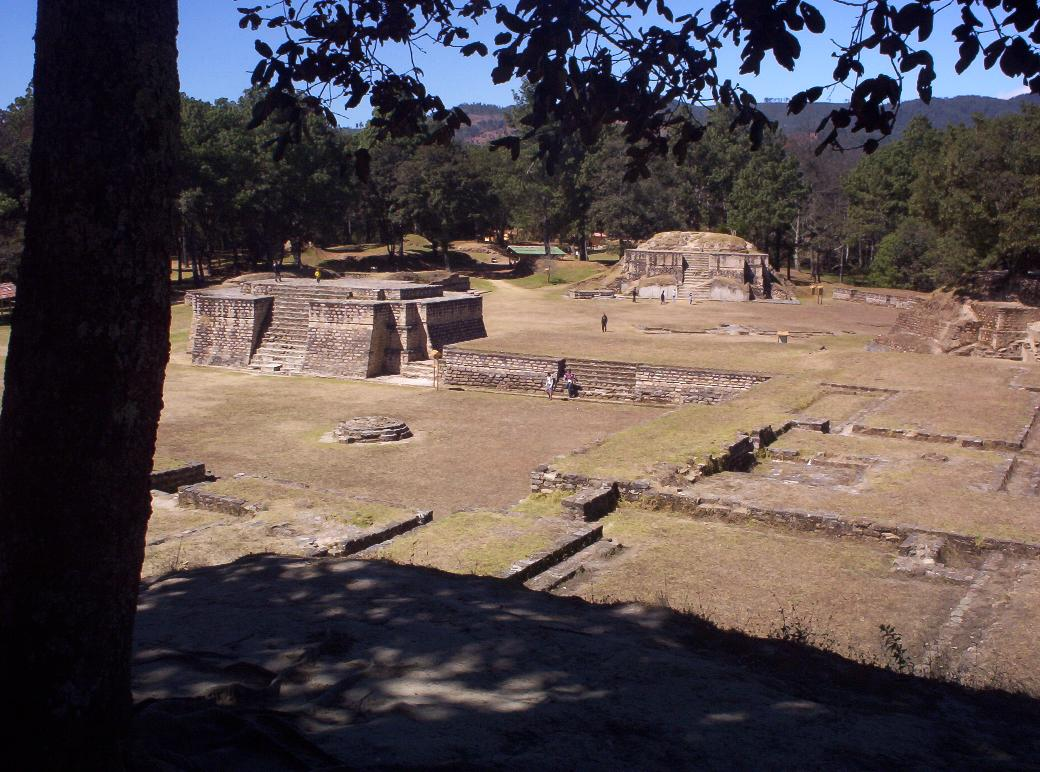
Iximché, ancienne cité-capitale des mayas Cakchiquels
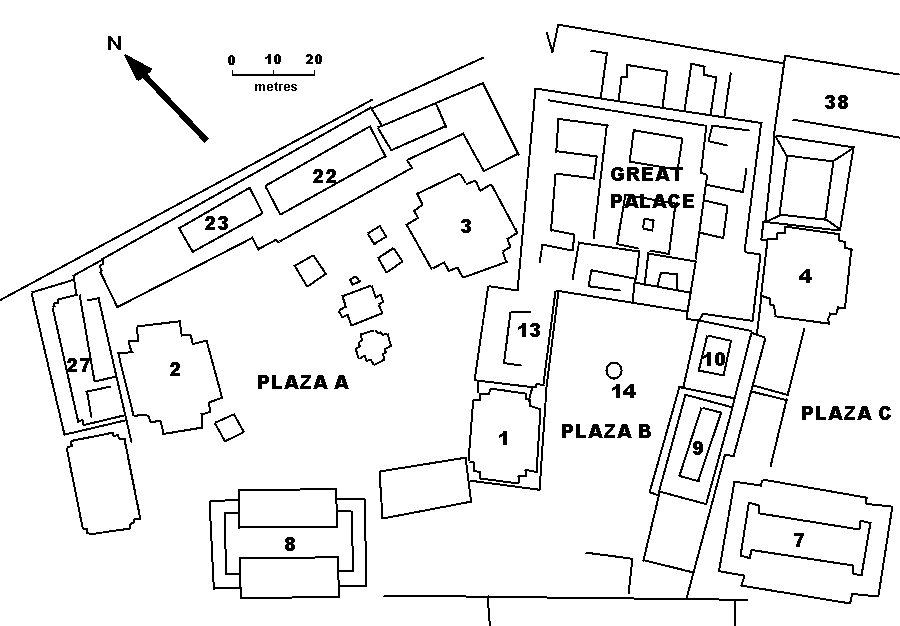
Plan d'Iximche